# Panaque titan
Panaque titan är en fiskart som beskrevs av Lujan, Hidalgo och Stewart 2010. Panaque titan ingår i släktet Panaque och familjen Loricariidae. Inga underarter finns listade i Catalogue of Life.